# Francis Ellingwood Abbot
Pour les articles homonymes, voir Abbot.
Francis Ellingwood Abbot est un philosophe et théologien américain né à Boston le 6 novembre 1836 et mort le 23 octobre 1903. Tout d'abord prêcheur unitariste, il est le cofondateur de la Free Religious Association en 1867. Il édite la revue The Index de 1870 à 1880.

## Source
- (de) « Abbott, Francis Ellington [sic] », dans Meyers Taschenlexikon, vol. 1, Mannheim, Bibliographischen Institut & F. A. Brockhaus, 1987, p. 19.